# Don Scott
Donald E. Scott, detto Don (Derby, 23 luglio 1928 – Derby, 13 febbraio 2013), è stato un pugile britannico.

## Palmarès

### Olimpiadi
- Argento a Londra 1948 nei pesi mediomassimi.

### Giochi dell'Impero Britannico
- Oro a Auckland 1950 nei pesi mediomassimi.